# Мартин Ландау
Мартин Ландау (енгл. Martin Landau; Њујорк, 20. јун 1928 — Лос Анђелес, 15. јул 2017) био је амерички глумац.